# Campionatul Balcanic de Atletism din 1964

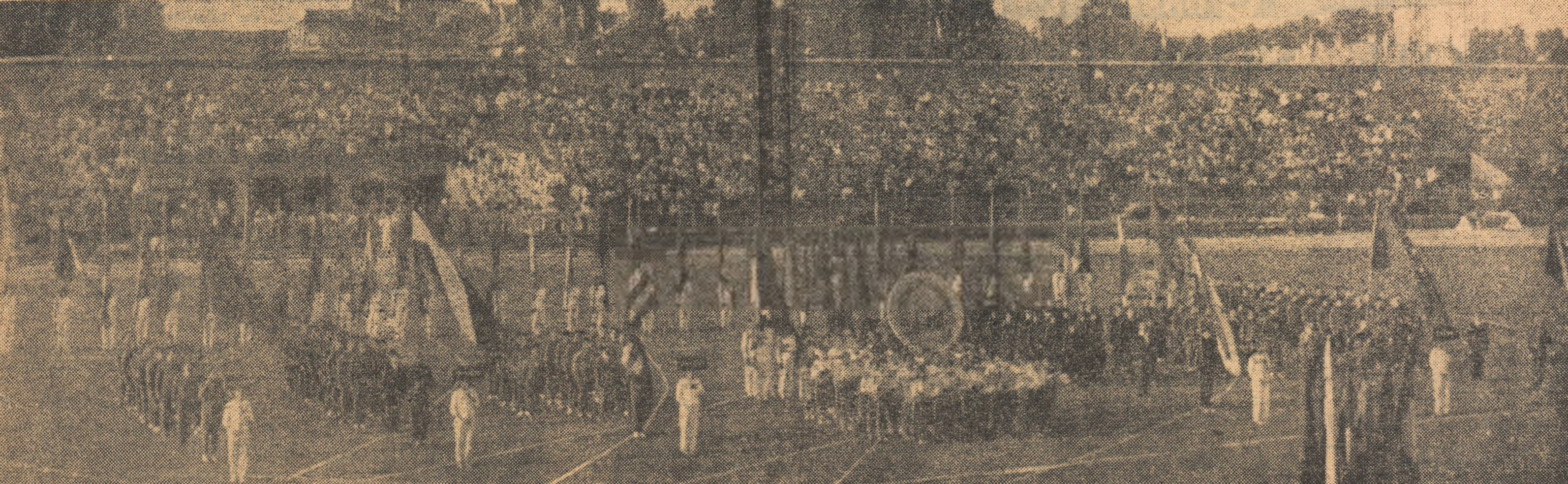
Festivitatea de deschidere

Campionatul Balcanic de Atletism din 1964, numit atunci Jocurile Balcanice, s-a desfășurat între 11 și 13 septembrie 1964 pe Stadionul Republicii din București, România. Au participat Albania, Bulgaria, Grecia, Iugoslavia, Turcia și România. Șerban Ciochină a rostit jurământul atleților participanți.

## Rezultate
RM - record mondial; RC - record al competiției; RE - record european; RN - record național; PB - cea mai bună performanță a carierei

### Masculin
| Probă sportivă       | Aur                                                                          | Aur          | Argint                                                                              | Argint   | Bronz                                                                                             | Bronz   |
| 100 m                | Mihail Băcivarov (BUL)                                                       | 10,4 RC      | Jivko Traikov (BUL)                                                                 | 10,5     | Gheorghe Zamfirescu (ROU)                                                                         | 10,5    |
| 200 m                | Gheorghe Zamfirescu (ROU)                                                    | 21,7         | Iordan Glukcev (BUL)                                                                | 21,8     | Veselin Vălov (BUL)                                                                               | 21,8    |
| 400 m                | Ðani Kovač (YUG)                                                             | 47,9         | Anton Stanovnik (YUG)                                                               | 48,9     | Valeriu Jurcă (ROU)                                                                               | 49,3    |
| 800 m                | Constantin Bloțiu (ROU)                                                      | 1:51,5       | Dragutin Rubezic (YUG)                                                              | 1:52,0   | Gheorghe Ene (ROU)                                                                                | 1:52,0  |
| 1500 m               | Andrei Barabaș (ROU)                                                         | 3:48,7       | Constantin Bloțiu (ROU)                                                             | 3:49,4   | Simo Važić (YUG)                                                                                  | 3:49,5  |
| 5000 m               | Muharrem Dalkilic (TUR)                                                      | 14:27,8      | Andrei Barabaș (ROU)                                                                | 14:28,6  | Franc Červan (YUG)                                                                                | 14:30,2 |
| 10 000 m             | Franc Červan (YUG)                                                           | 29:31,6 RC   | Nedo Farčić (YUG)                                                                   | 29:34,4  | Nicolae Mustață (ROU)                                                                             | 29:57,2 |
| Maraton              | Constantin Grecescu (ROU)                                                    | 2:28:24      | Ivan Mustapić (YUG)                                                                 | 2:28:36  | Ivan Șarankov (BUL)                                                                               | 2:32:26 |
| 3000 m obstacole     | Slavko Špan (YUG)                                                            | 8:44,8 RC RN | Ivan Kokić (YUG)                                                                    | 8:51,6   | Victor Caramihai (ROU)                                                                            | 8:53,4  |
| 110 m garduri        | Georgios Marsellos (GRE)                                                     | 14,7         | Nicolae Macovei (ROU)                                                               | 14,8     | Petar Bojinov (BUL)                                                                               | 14,9    |
| 400 m garduri        | Ðani Kovač (YUG)                                                             | 50,9         | Valeriu Jurcă (ROU)                                                                 | 51,5     | Vladimir Tabakov (BUL)                                                                            | 51,8    |
| Ștafetă 4×100 m      | Bulgaria · Mihail Băcivarov · Veselin Vălov · Iordan Glukcev · Jivko Traikov | 40,2 RC      | România · Valentin Popescu · Gheorghe Zamfirescu · Valeriu Jurcă · Aurel Stamatescu | 40,6     | Grecia Athanassios Vogiatzis Panagiotis Nikolaidis Panagiotis Hatziemanouil Nikolaos Georgopoulos | 41,6    |
| Ștafetă 4×400 m      | Iugoslavia Nikola Janković Miroslav Bosnar Anton Stanovnik Ðani Kovač        | 3:14,0       | Bulgaria · Zlatko Valcev · Vladimir Tabakov · Hristo Ghergov · Ilia Grigorov        | 3:15,3   | România · Gheorghe Zamfirescu · Ion Rățoi · Ion Osoianu · Horia Ștef                              | 3:16,0  |
| 20 km marș           | Ilie Popa (ROU)                                                              | 1:38:37      | Ion Barbu (ROU)                                                                     | 1:39:04  | Stanimir Stoikov (BUL)                                                                            | 1:42:24 |
| Săritura în înălțime | Alexandru Spiridon (ROU)                                                     | 2,09 =RC     | Evgheni Iordanov (BUL)                                                              | 2,09 =RC | Cornel Porumb (ROU)                                                                               | 2,06    |
| Săritura cu prăjina  | Dimităr Hlebarov (BUL)                                                       | 4,80 RC      | Petre Astafei (ROU)                                                                 | 4,75 RN  | Roman Lešek (YUG)                                                                                 | 4,70    |
| Săritura în lungime  | Dimosthenis Manglaras (GRE)                                                  | 7,67 RC RN   | Raicio Țonev (BUL)                                                                  | 7,46     | Todor Dașkov (BUL)                                                                                | 7,34    |
| Triplusalt           | Șerban Ciochină (ROU)                                                        | 16,24 RC RN  | Liuben Gurgușinov (BUL)                                                             | 15,98    | Gheorghi Stoikovski (BUL)                                                                         | 15,63   |
| Aruncarea greutății  | Petar Barišić (YUG)                                                          | 17,26        | Milija Jocović (YUG)                                                                | 16,78    | Constantin Crețu (ROU)                                                                            | 16,72   |
| Aruncarea discului   | Dako Radošević (YUG)                                                         | 55,87 RC     | Gheorghi Damianov (BUL)                                                             | 54,74    | Vasile Sălăgean (ROU)                                                                             | 54,36   |
| Aruncarea ciocanului | Vasil Krumov (BUL)                                                           | 64,59 RC RN  | Zvonko Bezjak (YUG)                                                                 | 64,09    | Constantin Drăgulescu (ROU)                                                                       | 62,55   |
| Aruncarea suliței    | Christos Pierrakos (GRE)                                                     | 77,30        | Gheorghe Popescu (ROU)                                                              | 76,90    | Alexandru Bizim (ROU)                                                                             | 73,64   |
| Decatlon             | Kurt Socol (ROU)                                                             | 7386 RC RN   | Mirko Kolnik (YUG)                                                                  | 7323     | Vasile Mureșan (ROU)                                                                              | 7155    |

### Feminin
| Probă sportivă       | Aur                                                                      | Aur        | Argint                                                                           | Argint | Bronz                                                                         | Bronz  |
| 100 m                | Veselina Kolarova (BUL)                                                  | 11,8 RC    | Marijana Lubej (YUG)                                                             | 11,9   | Ioana Petrescu (ROU)                                                          | 12,0   |
| 200 m                | Ioana Petrescu (ROU)                                                     | 24,4       | Veselina Kolarova (BUL)                                                          | 24,8   | Ecaterina Cheșu (ROU)                                                         | 24,9   |
| 400 m                | Gizela Farkaš (YUG)                                                      | 55,1 RC RN | Ika Maričić (YUG)                                                                | 56,8   | Florentina Stancu (ROU)                                                       | 56,8   |
| 800 m                | Florica Grecescu (ROU)                                                   | 2:07,5 RC  | Gizela Farkaš (YUG)                                                              | 2:07,5 | Elisabeta Teodorof (BUL)                                                      | 2:09,6 |
| 80 m garduri         | Draga Stamejčič (YUG)                                                    | 11,0       | Snejana Kerkova (BUL)                                                            | 11,4   | Maria Iliuță (ROU)                                                            | 11,8   |
| Ștafetă 4×100 m      | Iugoslavia Draga Stamejčič Jelizaveta Djanic Olga Šikovec Marijana Lubej | 47,2       | Bulgaria · Veselina Kolarova · Snejana Kerkova · Diana Iorgova · Sașka Vărbanova | 47,5   | România · Georgeta Palade · Crista Mesaroș · Ecaterina Cheșu · Ioana Petrescu | 47,6   |
| Săritura în înălțime | Iolanda Balaș (ROU)                                                      | 1,85 RC    | Olga Gere-Pulić (YUG)                                                            | 1,73   | Iordanka Blagoeva (BUL)                                                       | 1,61   |
| Săritura în lungime  | Viorica Viscopoleanu (ROU)                                               | 6,46 RC RN | Diana Iorgova (BUL)                                                              | 6,24   | Marijana Lubej (YUG)                                                          | 5,88   |
| Aruncarea greutății  | Ana Sălăgean (ROU)                                                       | 16,31 RC   | Ivanka Hristova (BUL)                                                            | 15,88  | Maria Ciorbova (BUL)                                                          | 15,70  |
| Aruncarea discului   | Virjinia Mihailova (BUL)                                                 | 55,82 RC   | Olimpia Cataramă (ROU)                                                           | 54,02  | Lia Manoliu (ROU)                                                             | 51,66  |
| Aruncarea suliței    | Maria Diaconescu (ROU)                                                   | 54,38 RC   | Mihaela Peneș (ROU)                                                              | 52,30  | Dobrina Ćirković (YUG)                                                        | 50,53  |
| Pentatlon            | Draga Stamejčič (YUG)                                                    | 4750 RC RN | Maria Pandele (ROU)                                                              | 4526   | Sașka Vărbanova (BUL)                                                         | 4492   |

## Clasament pe medalii
| Loc   | Țară       | Aur | Argint | Bronz | Total |
| ----- | ---------- | --- | ------ | ----- | ----- |
| 1     | România    | 15  | 17     | 12    | 44    |
| 2     | Iugoslavia | 11  | 4      | 9     | 24    |
| 3     | Bulgaria   | 6   | 13     | 13    | 32    |
| 4     | Grecia     | 4   | 3      | 3     | 10    |
| 5     | Turcia     | 1   | 0      | 0     | 1     |
| Total | Total      | 37  | 37     | 37    | 111   |